# The Book of Souls
The Book of Souls je šestnácté studiové album anglické heavymetalové skupiny Iron Maiden. Vyšlo 4. září roku 2015. Jde o první studiovou nahrávku kapely od roku 2010, kdy vyšlo album The Final Frontier, první dvojalbum a současně vůbec nejdelší studiové album. Producentem alba skupiny je její dlouholetý spolupracovník Kevin Shirley. Nahráno bylo ve studiu Guillaume Tell Studios v Paříži, kde kapela nahrávala i své o patnáct let starší album Brave New World. Album bylo nahráno od září do prosince 2014, ale vydání bylo odloženo, neboť se zpěvák Bruce Dickinson právě léčil z rakoviny. Na vydání alba navázalo počátkem roku 2016 celosvětové koncertní turné. Osmnáctiminutová píseň „Empire of the Clouds“ je nejdelší písní v historii Iron Maiden. Je to zároveň první píseň v níž hraje zpěvák Bruce Dickinson na klavír. První zveřejněnou písní z alba byla dne 14. srpna 2015 pětiminutová skladba „Speed of Light“. Autorem obalu alba je výtvarník Mark Wilkinson.
Album mělo úspěch, z komerčního hlediska i z pohledu kritiky. Dostalo se na první místo žebříčku alb ve 24 zemích, ve Spojeném království celkem popáté (po albech The Number of the Beast, Seventh Son of a Seventh Son, Fear of the Dark a The Final Frontier).
Dickinson napsal song "If Eternity Should Fail" původně pro své budoucí sedmé studiové album.
Album se umístilo v žebříčku Billboard 200 na 4. místě a v britském žebříčku se umístil na 1. místě. V kanadském a českém žebříčku se umístil na 1. místě.
Stal se zlatým albem ve Velké Británii (100 tisíc kopií), Německu (100 tisíc kopií), Francii (50 tisíc kopií), Kanadě (40 tisíc kopií), Itálii (25 tisíc kopií), Švédsku (20 tisíc kopií), Finsku (přes 13 tisíc kopií), Norsku (10 tisíc kopií), Polsko (10 tisíc kopií), Rakousku (přes 7 tisíc kopií), Chorvatsku (3 tisíc kopií) a Maďarsku (2 tisíc kopií).

## Zákulisí
Záměr skupiny nahrát šestnácté studiové album poprvé odhalil Bruce Dickinson v září roku 2013, s možným datem vydání v roce 2015. Album bylo nahráno na podzim roku 2014, producentem byl Kevin Shirley. Úplně dokončeno bylo na začátku následujícího roku. Iron Maiden nahrávali v Guillaume Tell Studios v Paříži, kde vznikla jejich deska z roku 2000, Brave New World. Album mělo původně vyjít v první polovině roku 2015, ale datum vydání bylo odloženo na 9. září kvůli Dickinsonovi, který se léčil se zhoubným nádorem jazyka.
Název alba, přebal a seznam skladeb byly odhaleny 15. července 2015. Jedná se o první album skupiny, které nevydala společnost EMI – Iron Maiden se rozhodli pro Parlophone. Ve Spojených státech deska vyšla pod vydavatelstvím Sanctuary Records Group. 14. srpna skupina zveřejnila klip ke skladbě, „Speed of Light“, který režíroval Llexi Leon.

## Vznik a nahrávání
Harris uvedl, že mnoho písní bylo napsáno a rovnou nahráno přímo ve studiu. Janick Gers doplnil, že to znamenalo ústup od dřívějšího zvyku – několika týdnů psaní a zkoušení. Tím pádem šli členové skupiny do studia jen s nástiny skladeb a dokončili je přímo ve studiu, takže se je mohli učit, zkoušet je a nahrávat, všechno najednou. Dále uvedl, že každý člen skupiny představil přibližně hodinu hudby, takže měli k dispozici velmi široké spektrum nápadů.
První nahrané skladby byly „Shadows of the Valley“, „Death or Glory“, „Speed of Light“ a „If Eternity Should Fail“. Poslední z uvedených skladeb byla původně zamýšlená na potenciální sólovém album Bruce Dickinsona.
Závěrečná skladba alba, 18minutová „Empire of the Clouds“, je nejdelší v historii skupiny – překonala téměř 14minutovou „Rime of the Ancient Mariner“ z alba Powerslave z roku 1984. Pojednává o nehodě vzducholodi R101; Dickinson v ní poprvé hraje na klavír.

## Ohlas kritiky
Album získalo převážně kladná hodnocení. Stránka Metacritic mu udělila 80 bodů ze 100, magazín Classic Rock 9/10. Kerrang! a Metal Hammer ho ohodnotili plným počtem bodů a dodali, že se pět let čekání vyplatilo. V Maďarsku a Brazílii se album stalo platinovým, v 13 dalším zemích zlatým.

## Seznam skladeb
| Pořadí | Název                    | Autor                   | Délka |
| ------ | ------------------------ | ----------------------- | ----- |
| 1.     | If Eternity Should Fail  | Bruce Dickinson         | 8:28  |
| 2.     | Speed of Light           | Adrian Smith, Dickinson | 5:01  |
| 3.     | The Great Unknown        | Smith, Steve Harris     | 6:37  |
| 4.     | The Red and the Black    | Harris                  | 13:33 |
| 5.     | When the River Runs Deep | Smith, Harris           | 5:52  |
| 6.     | The Book of Souls        | Janick Gers, Harris     | 10:27 |
| 7.     | Death or Glory           | Smith, Dickinson        | 5:13  |
| 8.     | Shadows of the Valley    | Gers, Harris            | 7:32  |
| 9.     | Tears of a Clown         | Smith, Harris           | 4:59  |
| 10.    | The Man of Sorrows       | Dave Murray, Harris     | 6:28  |
| 11.    | Empire of the Clouds     | Dickinson               | 18:01 |

## Obsazení
Iron Maiden
- Bruce Dickinson – zpěv, klavír ve skladbě „Empire of the Clouds“
- Dave Murray – kytara
- Adrian Smith – kytara
- Janick Gers – kytara
- Steve Harris – baskytara, koproducent
- Nicko McBrain – bicí

Ostatní
- Michael Kenney – klávesy